# Omar Jouma al-Salfa
Omar Jouma Bilal al-Salfa (arabisch عمر جمعة بلال السالفة, DMG ʿUmar Ǧumʿa Bilāl as-Sālifa; * 15. Oktober 1989) ist ein ehemaliger Leichtathlet aus den Vereinigten Arabischen Emiraten, der sich auf den Sprint spezialisiert hat.

## Sportliche Laufbahn
Erste internationale Erfahrungen sammelte Omar Jouma al-Salfa im Jahr 2007, als er bei den Militärweltspielen in Hyderabad in 21,10 s die Bronzemedaille im 200-Meter-Lauf hinter dem Polen Marcin Jędrusiński und Alessandro Cavallaro aus Italien gewann. Anschließend belegte er bei den Panarabischen Spielen in Kairo in 20,94 s den vierten Platz. Im Jahr darauf belegte er bei den Hallenasienmeisterschaften in Doha in 6,81 s den vierten Platz im 60-Meter-Lauf und schied anschließend bei den Hallenweltmeisterschaften in Valencia mit 6,88 s in der ersten Runde aus. Daraufhin siegte er bei den Juniorenasienmeisterschaften in Jakarta in 21,04 s über 200 Meter und erreichte im 100-Meter-Lauf in 10,60 s Rang vier. Bei den Juniorenweltmeisterschaften in Bydgoszcz wurde er in 21,10 s Siebter und qualifizierte sich über diese Distanz auch für die Teilnahme an den Olympischen Spielen in Peking, bei denen er aber mit 21,00 s im Vorlauf ausschied.
2009 erreichte er bei den Weltmeisterschaften in Berlin mit 20,97 s im Viertelfinale aus und belegte anschließend bei den Arabischen Meisterschaften in Damaskus in 22,30 s den achten Platz über 200 Meter, während er über 100 Meter nach 10,3 s auf Rang fünf einlief. Zudem gewann er mit der emiratischen 4-mal-100-Meter-Staffel in 40,19 s die Silbermedaille hinter dem Team aus Saudi-Arabien und auch mit der 4-mal-400-Meter-Staffel gewann er in 3:09,78 min Silber hinter Saudi-Arabien. Daraufhin wurde er bei den Hallenasienspielen in Hanoi mit neuem Landesrekord von 6,72 s über 60 Meter Vierter und gewann mit der 4-mal-400-Meter-Staffel in 3:11,40 min die Bronzemedaille hinter den Teams aus Saudi-Arabien und Thailand. Mitte November siegte er dann bei den Asienmeisterschaften in Guangzhou in 21,07 s über 200 Meter. Im Jahr darauf nahm er erstmals an den Asienspielen ebendort teil und gewann dort in 20,83 s die Bronzemedaille hinter dem Katari Femi Ogunode und Kenji Fujimitsu aus Japan. Zudem schied er mit der 4-mal-100-Meter-Staffel mit 40,21 s im Vorlauf aus. 2011 gewann er bei den Asienmeisterschaften in Kōbe in 20,97 s die Bronzemedaille hinter Ogunode und dem Japaner Hitoshi Saitō und verpasste mit der Staffel den Finaleinzug. Anschließend belegte er bei den Militärweltspielen in Rio de Janeiro in 20,92 s den fünften Platz und scheiterte bei den Weltmeisterschaften in Daegu mit 21,45 s in der ersten Runde aus. Bei den Arabischen Meisterschaften in al-Ain gewann er in 21,02 s die Silbermedaille hinter Ogunode und bei den Panarabischen Spielen in Doha gewann er in 21,59 s Bronze hinter dem Marokkaner Aziz Ouhadi und Abdullah al-Sooli aus dem Oman, nachdem zwei Athleten wegen Dopingverstöße disqualifiziert worden waren. Zudem gewann er mit der 4-mal-100-Meter-Staffel in 39,84 s die Silbermedaille hinter dem Team aus Saudi-Arabien.
2016 schied er nach vielen Jahren ohne Wettkämpfe bei den Hallenasienmeisterschaften in Doha mit 7,11 s über 60 Meter im Vorlauf aus und im Jahr darauf schied er bei den Islamic Solidarity Games in Baku mit 22,00 s im Halbfinale aus, ehe er bei den Asienmeisterschaften in Bhubaneswar mit der 4-mal-400-Meter-Staffel den Finaleinzug verpasste. 2018 beendete er nach den Westasiatischen Meisterschaften in Amman seine aktive sportliche Karriere im Alter von 28 Jahren.
2006 wurde er Landesmeister im 100-Meter-Lauf.

## Persönliche Bestzeiten
- 100 Meter: 10,43 s, 2. April 2006 in Dubai
  - 60 Meter (Halle): 6,72 s, 31. Oktober 2009 in Hanoi
- 200 Meter: 20,63 s (+1,0 m/s), 24. November 2010 in Guangzhou (Landesrekord)
- 300 Meter: 33,48 s, 30. Mai 2010 in Istanbul (Landesrekord)